# 澄泰乡
澄泰乡，是中华人民共和国广西壮族自治区南宁市上林县下辖的一个乡镇级行政单位。

## 行政区划
澄泰乡下辖以下地区：
澄泰社区、弄贬村、大坡村、安宁村、圩底村、云龙村、高顶村、漫桥村、下江村、新联村、洋渡村和东红村。